# Verger lutzi
Verger lutzi är en nattsländeart som först beskrevs av Luisa Eugenia Navas 1918.  Verger lutzi ingår i släktet Verger och familjen husmasknattsländor. Inga underarter finns listade i Catalogue of Life.